# Ancien 9e arrondissement de Paris
Pour les articles homonymes, voir 9e arrondissement de Paris et 9e arrondissement.
On désigne par ancien 9e arrondissement de Paris le neuvième des douze anciens arrondissements de Paris créés en 1795 et ayant existé jusqu'en 1860, année de l'agrandissement de Paris et de la réorganisation en vingt arrondissements, par la loi du 16 juin 1859.

## Emplacement et délimitation
Le 9e arrondissement, d'une superficie de 113 ha, était composé de quatre quartiers contigus, au centre de Paris, incluant les îles de la Cité et Saint-Louis.
Il était délimité par le 11e arrondissement à l'ouest, le bras sud de Seine et le 12e au sud, le 7e au nord et le 8e à l'est :
- place de l'Hôtel-de-Ville
- rue de la Tisseranderie (rue disparue à l'emplacement approximatif de l'actuelle rue de Rivoli)
- place Baudoyer
- rue Saint-Antoine  (actuelles rues Saint-Antoine et François-Miron)
- rue Contrescarpe (actuel boulevard de la Bastille)
- Seine (incluant l'île Louviers et l'île Saint-Louis)
- bras de Seine au sud de l'île de la Cité
- pont Saint-Michel
- rue de la Barillerie (actuel boulevard du Palais)
- quai aux Fleurs
- pont Notre-Dame
- quai Le Peletier (actuel quai de Gesvres)

Plan des 12 arrondissements de Paris entre 1795 et 1849 ; le 9e arrondissement était au centre de la ville.

## Historique
Le 9e arrondissement de Paris, initialement dénommé « neuvième municipalité », est créé en 1795. Il regroupe quatre des 48 sections révolutionnaires délimitées en 1790 : la section de l'Arsenal, la section de la Fraternité, la section de la Cité et la section de la Maison-Commune.
Cet arrondissement subsiste jusqu'en 1860.

## Quartiers
De 1811 à 1849
De 1811 à 1849, le 9e arrondissement est divisé en quatre quartiers :
1. Le quartier de l'Hôtel de Ville[note 1]
2. Le quartier de l'Arsenal[note 2]
3. Le quartier de l'Île Saint-Louis[note 3]
4. Le quartier de la Cité[note 4]

De 1850 à 1860
De 1850 à 1860, le 9e arrondissement est divisé en trois quartiers :
1. Le quartier de l'Hôtel-de-Ville
2. Le quartier de l'Arsenal
3. Le quartier des Îles

## Administration

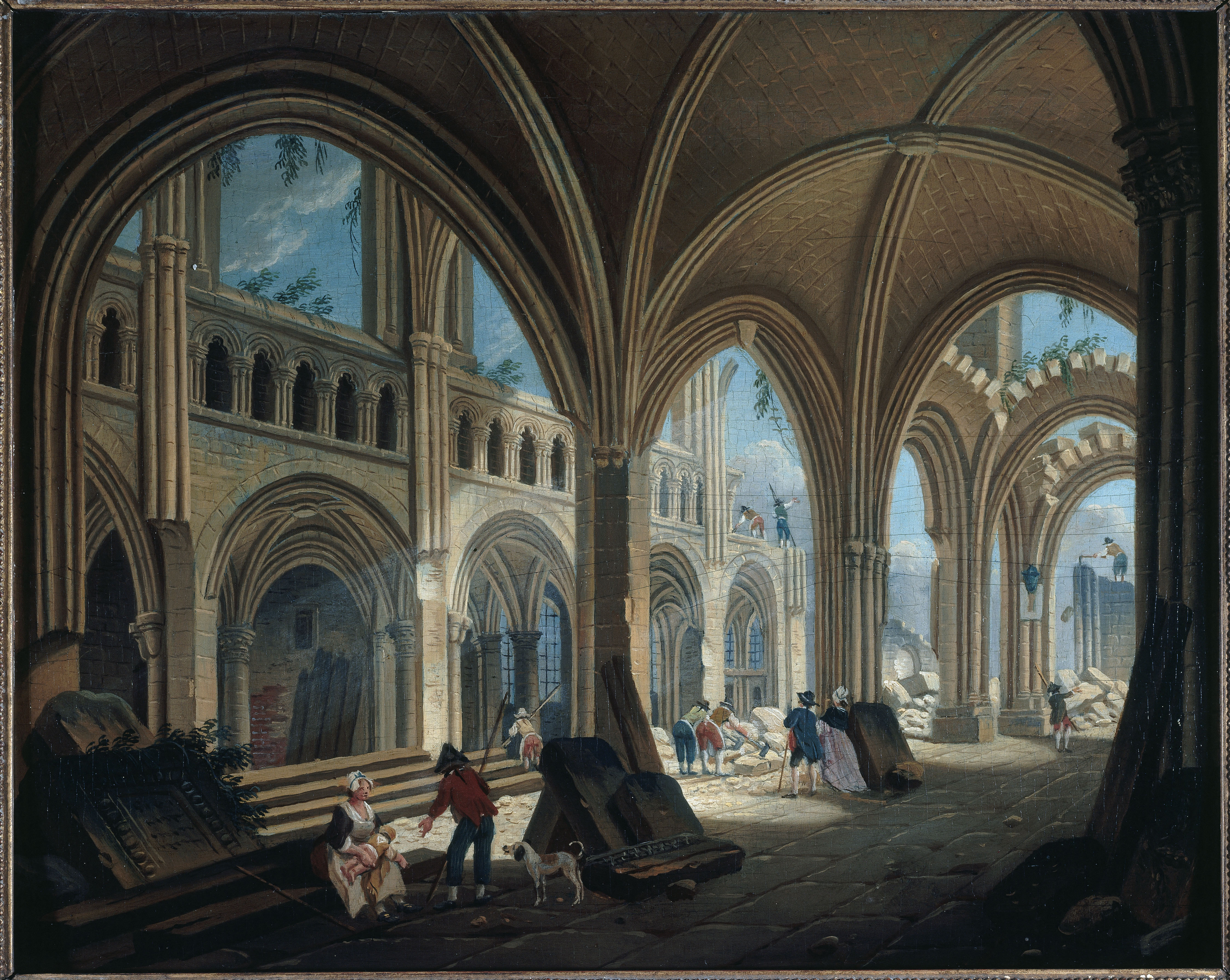
Démolition de l'église Saint-Jean-en-Grève, siège temporaire de la 9e municipalité de Paris.

Le siège de la neuvième municipalité se trouve à l'origine dans l'église Saint-Jean-en-Grève — alors renommée presbytère Jean-en-Grève —, à l'emplacement de l'actuelle rue de Lobau et où se réunissait depuis 1790 la section des Arcis.
De 1802 à 1824, la mairie s'installe au no 6 rue de Jouy, dans l'hôtel d'Aumont. Puis elle est transférée rue Geoffroy-l'Asnier (no 23–25). Elle est fermée le 31 décembre 1859, avec la réorganisation des arrondissements de Paris.

### Maires du9earrondissement
| Période   | Identité                       |
| --------- | ------------------------------ |
| 1795-1800 | M. Phelippon                   |
| 1800-1801 | M. d'Ormesson                  |
| 1801-1802 | M. Duquesnoy                   |
| 1802-1806 | Jacques-Claude Péron           |
| 1806-1808 | Denis-André Rouen              |
| 1808-1816 | Louis-Victor Moreau            |
| 1816-1820 | Henri-Simon Boulard,           |
| 1821-1828 | Marin-Bernardin Denise         |
| 1828-1830 | Charles-Étienne Chapellier     |
| 1830-1832 | Pierre-Nazaire Crosnier        |
| 1832-1848 | Auguste René Locquet,          |
| 1848-1848 | Laurent-Antoine Pagnerre       |
| 1848-1851 | Joseph Vautrain                |
| 1852-1860 | Auguste-Jean-Catherine Le Secq |

## Démographie
| 1793 | 1800   | 1806 | 1816   | 1821 | 1831   |
| ---- | ------ | ---- | ------ | ---- | ------ |
| -    | 31 403 | -    | 42 932 | -    | 42 561 |

| 1836 | 1841   | 1846   | 1851   | 1856   | - |
| ---- | ------ | ------ | ------ | ------ | - |
| -    | 45 147 | 51 308 | 46 602 | 59 248 | - |

## Évolution

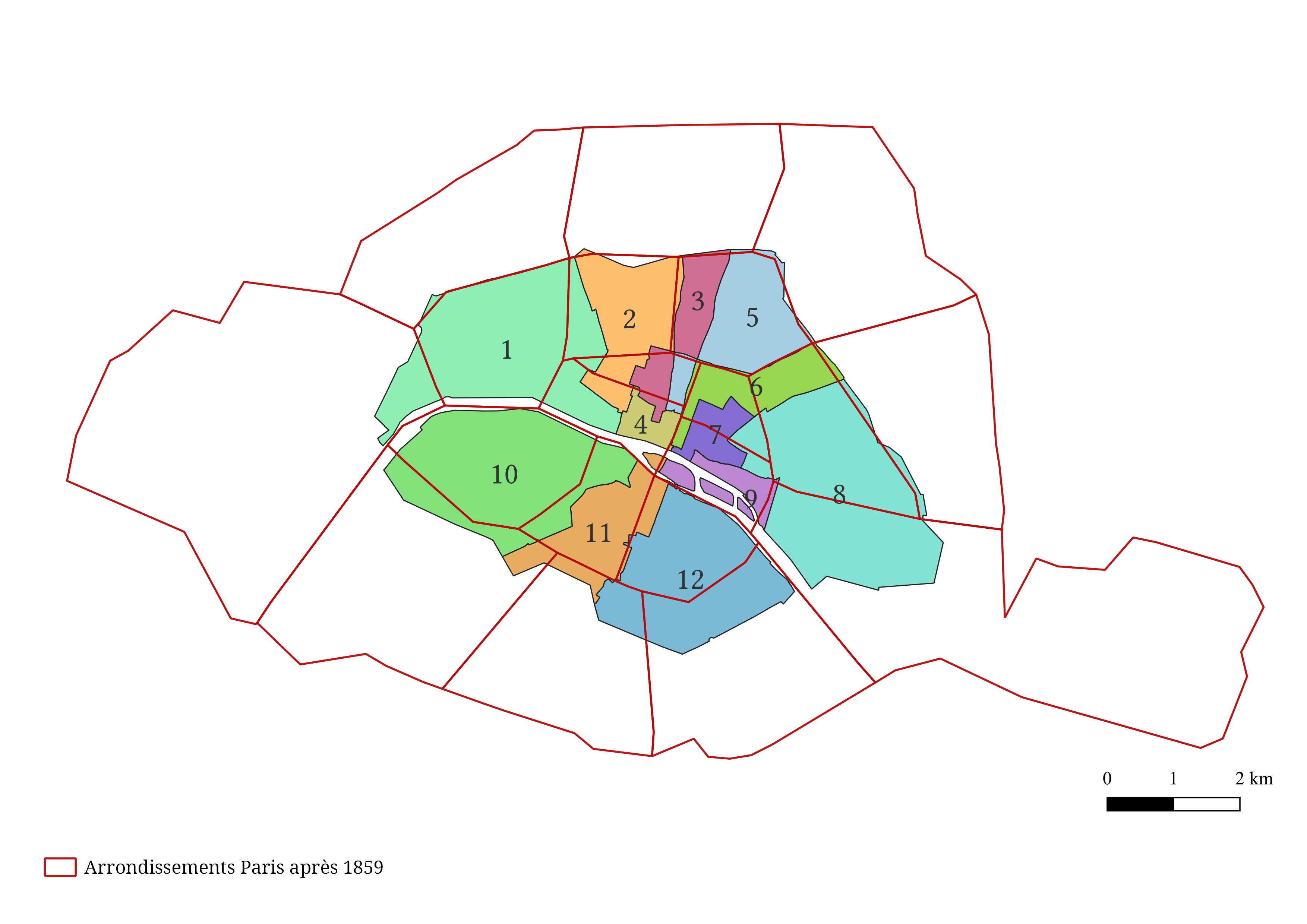
Superposition des anciens arrondissements avec les nouveaux d'après 1859 (en rouge).

En 1860, le neuvième arrondissement ancien disparaît dans le cadre de l'agrandissement de Paris et de son découpage en vingt nouveaux arrondissements, en application de la loi du 16 juin 1859. Son territoire est intégré au nouveau 4e arrondissement.